# مزاد النار

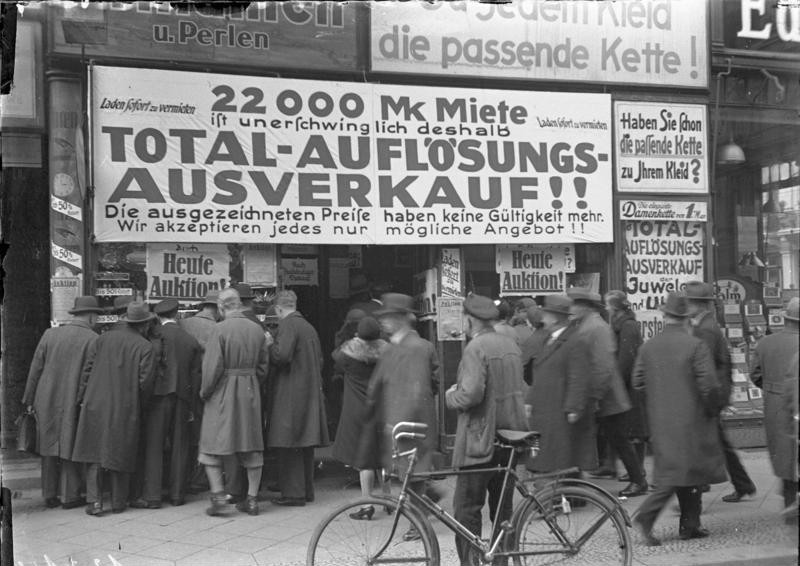
مزاد نار مغلق في برلين في ألمانيا عام 1931. تشير اللافتة إلى أن المتجر سيغلق لأنه لا يستطيع تحمل الإيجار.

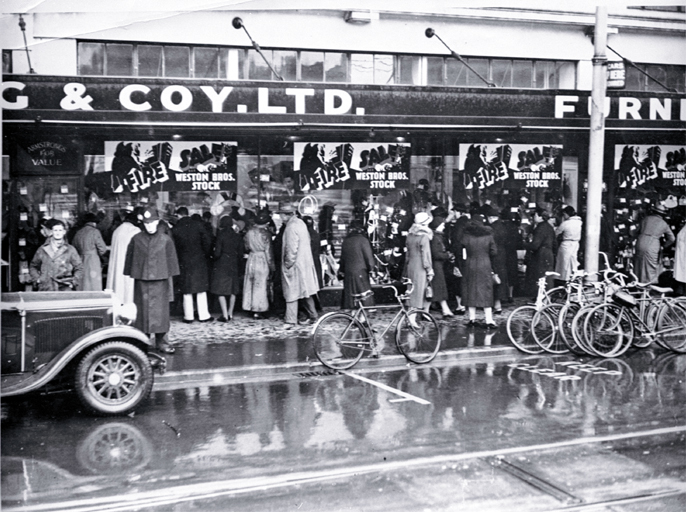
مزاد نار في كِرِستجرش في نيوزيلندة نحو عام 1933

مزاد النار هو بيع البضائع بأسعار مخفضة للغاية. نشأ المصطلح في إشارة إلى بيع البضائع بخصم كبير بسبب أضرار الحرائق.